# Neoempheria tuomikoskii
Neoempheria tuomikoskii är en tvåvingeart som beskrevs av Vaisanen 1982. Neoempheria tuomikoskii ingår i släktet Neoempheria och familjen svampmyggor.
Artens utbredningsområde är Finland. Arten är reproducerande i Sverige. Inga underarter finns listade i Catalogue of Life.